# 飛騨国府駅
飛驒国府駅（ひだこくふえき）は、岐阜県高山市国府町広瀬町にある、東海旅客鉄道（JR東海）高山本線の駅である。

## 歴史
- 1934年（昭和9年）10月25日：鉄道省高山本線飛驒小坂駅 - 坂上駅間開通時に開設[1]。旅客・貨物取扱開始[2]。
- 1973年（昭和48年）4月20日：貨物取扱廃止[2]。
- 1984年（昭和59年）2月1日：荷物扱い廃止[2]。
- 1985年（昭和60年）6月1日：簡易委託駅化[1][3][3]。
- 1987年（昭和62年）4月1日：国鉄分割民営化に伴い、JR東海の駅となる[2]。
- 2007年（平成19年）4月1日：簡易委託解除、終日無人駅化[1]。

## 駅構造
相対式ホーム2面2線を有する地上駅。以前は駅員が配置されていたため大きな木造駅舎がある。
高山駅管理の無人駅。元々は高山市運営による簡易委託駅であったが、2007年（平成19年）4月1日より無人駅となった。トイレは解体されて現存しないが、乗用車を数台程度止めることが出来る駐車スペースがある。

### のりば
| 番線 | 路線        | 方向 | 行先           |
| ---- | ----------- | ---- | -------------- |
| 1    | CG 高山本線 | 下り | 富山方面       |
| 2    | CG 高山本線 | 上り | 高山・下呂方面 |

## 利用状況
2019年度の1日平均乗車人員は18人である。
| 年度   | 1日平均 乗車人員 |
| ------ | ---------------- |
| 2007年 | 26               |
| 2008年 | 16               |
| 2009年 | 22               |
| 2010年 | 25               |
| 2011年 | 27               |
| 2012年 | 28               |
| 2013年 | 24               |
| 2014年 | 23               |
| 2015年 | 22               |
| 2016年 | 27               |
| 2017年 | 26               |
| 2018年 | 25               |
| 2019年 | 18               |

## 駅周辺

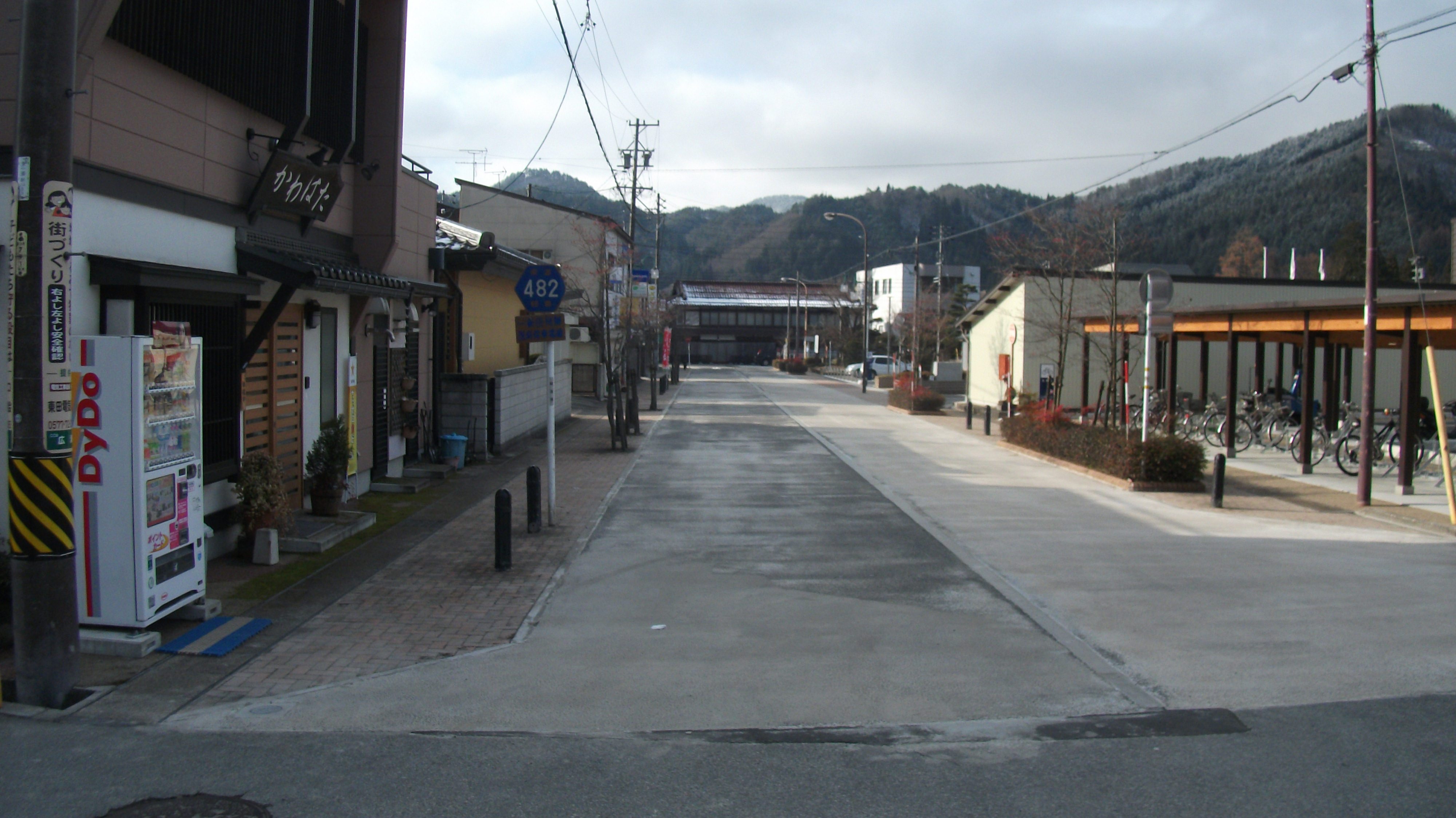
駅前

- こくふ交流センター（駐車場に終日使える公衆トイレと無料駐輪場がある）
- 高山北商工会本所
- JAひだ国府支店
- 高山市立国府中学校
- 高山市立国府小学校
- B&G海洋センター
- ラクール飛騨高山
- 国府リバーサイドショッピングタウン
- こう峠口古墳
- 桜野公園

## 隣の駅
東海旅客鉄道（JR東海）
CG 高山本線
上枝駅 - 飛驒国府駅 - 飛驒古川駅 (CG28)